# Notalina flava
Notalina flava là một loài Trichoptera trong họ Leptoceridae. Chúng phân bố ở miền Australasia.